# Pinanga quadrijuga
Pinanga quadrijuga là loài thực vật có hoa thuộc họ Arecaceae. Loài này được Gagnep. miêu tả khoa học đầu tiên năm 1937.